# Chloridolum grossepunctatum
Chloridolum grossepunctatum là một loài bọ cánh cứng trong họ Cerambycidae.